# 10404 McCall
10404 McCall este un asteroid din centura principală de asteroizi.

## Descriere
10404 McCall este un asteroid din centura principală de asteroizi. A fost descoperit pe 22 noiembrie 1997 la Kitt Peak National Observatory în cadrul proiectului Spacewatch. El prezintă o orbită caracterizată de o semiaxă mare de 3,10 ua, o excentricitate de 0,09 și o înclinație de 2,6° în raport cu ecliptica.